# برايان جونسون (لاعب كرة قاعدة)
برايان جونسون (بالإنجليزية: Brian Johnson) (و. 1990  م) هو لاعب كرة قاعدة، من الولايات المتحدة، ولد في ليكلاند، فلوريدا، يلعب كمرسل مطلق ‏.

## روابط خارجية
- برايان جونسون على موقع دوري كرة القاعدة الرئيسي (الإنجليزية)
- برايان جونسون على موقعبيزبول رفرنس.كوم (الدوري الرئيسي) (الإنجليزية)
- برايان جونسون على موقعبيزبول رفرنس.كوم (الدوري الثانوي) (الإنجليزية)
- برايان جونسون على موقع إي إس بي إن.كوم (أم.أل.بي) (الإنجليزية)
- برايان جونسون على موقع مشجعي الرسوم البيانية (الإنجليزية)